# Пересадка матки
Пересадка (трансплантация) матки — хирургическая операция, при которой здоровая матка трансплантируется в организм женщины, у которой матка отсутствует или имеет патологию развития. Отсутствие или патология матки делает невозможным имплантацию эмбриона, нормальное половое размножение и фактически делает женщину бесплодной. Это явление известно как абсолютный маточный фактор бесплодия (AUFI). Пересадка матки является потенциальным лечением этой формы бесплодия, альтернативой суррогатному материнству.

## История

### Первая пересадка матки
Первая пересадка матки осуществлена в 1931 году в Германии и была сделана датской транс-женщине Лили Эльбе. Лили Эльбе скончалась через три месяца после последней из пяти операций по пересадке матки из-за отторжения органа.

### Первая пересадка матки от живого донора
В апреле 2000 года в Саудовской Аравии была осуществлена первая пересадка матки, взятой при гистерэктомии у живого донора. Из-за свёртывания крови матка была удалена через 99 дней. Отчёт об операции был опубликован в марте 2002 года в журнале International Journal of Gynaecology & Obstetrics.

### Успешная пересадка матки в Турции
9 августа 2011 года турецким учёным под руководством профессора Омера Озкана в университетском госпитале Акдениз в Анталье удалось успешно пересадить матку от умершего донора. В апреле 2013 года было произведено экстракорпоральное оплодотворение и Дерия Серт забеременела. На восьмой неделе женщине сделали аборт.

### Первая успешная беременность
В 1999 году на кафедре акушерства и гинекологии в Гётеборгском университете началась подготовка к пересадке матки. В августе 2002 года ученые опубликовали в журнале Journal of Endocrinology отчет об успешной беременности у лабораторных мышей с пересаженными матками. В 2007 году ученые представили доклад на Международном симпозиуме по пересадке матки в Гётеборге об успешной беременности у овец после аутотрансплантации матки. В 2010 году ученые в Сальгренском университетском госпитале в Гётеборге произвели аллотрансплантацию маток крысам с успешной беременностью и получением здорового потомства.
В сентябре 2012 года впервые в мире учёные произвели трансплантацию матки от матери к дочери двум женщинам. Всего командой под руководством профессора Матса Бреннстрёма было произведено девять успешных операций по пересадке матки от близких родственниц. В сентябре 2014 года появился на свет первый ребёнок, рождённый женщиной после трансплантации донорской матки и экстракорпорального оплодотворения. Мальчик родился у бесплодной с рождения из-за мюллеровой агенезии женщины, которой в 2013 году пересадили матку от 61-летнего донора, друга семьи. В октябре 2014 года был опубликован отчет о результатах эксперимента в британском медицинском научном журнале The Lancet.